# Vinni
Vinni (deutsch Finn) ist eine Landgemeinde im estnischen Kreis Lääne-Viru mit einer Fläche von 486,65 km². Sie hat 6.737 Einwohner (Stand: 2025).

## Gliederung
Neben dem Hauptort Pajusti (758 Einwohner) umfasst die Gemeinde die Dörfer Alavere, Allika, Anguse, Aravuse, Aruküla, Aruvälja, Inju, Kadila, Kakumäe, Kannastiku, Karkuse, Kaukvere, Kehala, Koeravere, Kulina, Küti, Lepiku, Lähtse, Mõdriku, Mäetaguse, Nurmetu, Obja, Palasi, Piira, Puka, Rasivere, Ristiküla, Roela (Ruil), Rünga, Saara, Soonuka, Suigu, Tammiku, Tudu, Vana-Vinni, Veadla, Vetiku, Vinni, Viru-Jaagupi, Voore und Võhu.

## Sehenswürdigkeiten
Sehenswert ist vor allem das Gutshaus von Roela (deutsch Ruil). Es wurde erstmals 1486 erwähnt. 1840 erwarb es der deutschbaltische Forscher und Generalgouverneur von Alaska, Ferdinand von Wrangel.
Das architektonisch interessante Gutshaus von Mõdriku (deutsch Mödders) gehörte den adligen deutschbaltischen Familien von Kaulbars und von Dehn.

## Persönlichkeiten
- Nikolai Anderson (1845–1905), geboren in Kulina, deutschbaltischer Philologe
- Riina Sikkut (* 1983), geboren in Inju, Politikerin